# Stengårdshultasjön
Stengårdshultasjön är en sjö i Gislaveds kommun i Småland och ingår i Nissans huvudavrinningsområde. Sjön är 26,8 meter djup, har en yta på 4,73 kvadratkilometer och befinner sig 223 meter över havet. Sjön avvattnas av vattendraget Svanån (Radan). Vid provfiske har bland annat abborre, gädda, lake och mört fångats i sjön.

## Delavrinningsområde
Stengårdshultasjön ingår i det delavrinningsområde (637911-138090) som SMHI kallar för Utloppet av Stengårdshultasjön. Medelhöjden är 249 meter över havet och ytan är 28,92 kvadratkilometer. Räknas de 2 delavrinningsområdena uppströms in blir den ackumulerade arean 83,42 kvadratkilometer. Svanån (Radan) som avvattnar avrinningsområdet har biflödesordning 2, vilket innebär att vattnet flödar genom totalt 2 vattendrag innan det når havet efter 168 kilometer. Delavrinningsområdet består mestadels av skog (72 %). Avrinningsområdet har 4,93 kvadratkilometer vattenytor vilket ger det en sjöprocent på 17 %.

## Fisk
Vid provfiske har följande fisk fångats i sjön:
- Abborre
- Gädda
- Lake
- Mört
- Sik
- Ål